# Bebrene
Bebrene (også kaldet Bebrine, tysk: Bewern) er en landsby i Ilūkstes novads, Bebrenes pagasts, Letland, og er hovedbyen i pagasten. Byen befinder sig 195 km fra Riga. Byen nævnes første gang i skriftlige kilder fra 1562.
I byen er der både et gymnasium, børnehave, kulturhus, bibliotek, postkontor, redderstation og en katolsk kirke. Et stykke uden for byen findes et bævermuseum, 
hvor man kan lære mere om bæveren, se forskellige bæverpelse, og hvis man har bestilt det i god tid forinden sågar kan smage bæverkød. 
Der var i 2015 402 indbyggere i byen. 